# Moonbase Alpha
Moonbase Alpha — реалистичный симулятор работы астронавтов на естественном спутнике Земли — Луне по починке лунных станций НАСА. Игра была создана Army Game Studio, при поддержке America’s Army и Virtual Heroes, Inc. вместе с NASA Learning Technologies. Игра вышла 6 июля 2010 года, доступна для бесплатного скачивания в Steam.

## Разработка
Сама игра изначально разрабатывалась как демо-версия где будут показаны возможности будущей игры NASA — Starlite. Однако она сразу полюбилась игроками как командная игра с космической физикой в прямом смысле слова. Игра позволяла одновременно шести игрокам заниматься починкой лунной базы (в командном режиме — 12). Также в игре присутствуют таблицы рекордсменов, одиночный режим и озвучиваемый чат.

## Сюжет
Действие игры разворачивается в 2032 году. На Южном полюсе Луны находится исследовательская база Альфа рядом с которой падает метеор, что вызывает нарушение работы кислородного контура и подачи электроэнергии с солнечных батарей. Задача прибывшего отряда специалистов прибывших туда спасти базу, настроив подачу электричества, кислорода, за определённое время, иначе персонал станции может погибнуть. Однако в продвижении дела астронавтам мешают препятствия в виде повреждённых насосов, которые без своевременной починки взрываются или в виде пара в котором космонавты не могу работать и приходится использовать роботов.